# アサギロ 〜浅葱狼〜
『アサギロ 〜浅葱狼〜』は、ヒラマツ・ミノルによる日本の漫画作品。『ゲッサン』（小学館）にて、2009年6月号（創刊号）から連載中。

## あらすじ
1854年、江戸。御前試合にて12歳の沖田惣次郎は、指南番の剣豪・村上に勝利する。名を上げた惣次郎だが、その一方、村上は切腹を余儀なくされる。村上は自分の刀を惣次郎に託し、切腹の介錯役を依頼する。初めはとまどう惣次郎だが、刀欲しさにあっさりとこれを引き受ける。しかしその切腹の儀にて、惣次郎は誤って村上が腹を切るより早くその首を切り落としてしまう。その罪により惣次郎は投獄され、拷問を受けるが、その藩屋敷に惣次郎の兄弟子である島崎勝太が現れる。

## 登場人物

### 浪士組〜壬生浪士組

#### 試衛館
沖田総司
本作の主人公。少年時代の名は沖田惣次郎。白河藩の江戸屋敷に住む足軽の次男（実際は長男だが婿養子が沖田家を継いでいる）。9歳より天然理心流を学び、12歳で白河藩の剣術指南番の村上と試合をして勝利する。後にその対決相手の村上が切腹する際の介錯人となったが、村上が自身の腹を切る前に首を斬ってしまう。その不手際により白河藩の牢屋に投獄され長く解放されずにいたが、島崎勝太（後の近藤勇）に解放され命を救われる。その際、沖田を解放するために島崎勝太が雨の日でも素振りをする姿を見て、冲田も刀を持ったような感じでイメージトレーニングもしていた。近藤勇は総司を天然理心流の5代目に考えていた。性格は剣のこと以外には抜けていて、清河八郎に「剣のみの男」と評される。近藤勇が山口一(後の斎藤一)に襲われたが、その後山口と対決して勝利した。
近藤勇
天然理心流4代目。登場当初は島崎勝太の名前だったが、道場を継ぐ時に名を改めた。山口一と話をするが、逃げられ、講武所剣道教授見習就任の内定を取り消され、すごく本を読み、自分のやるべきものを一時期猛烈に探した努力人でもある。
山南敬助
仙台藩脱藩浪人。北辰一刀流、千葉周作の門人。自らの剣に悩む求道者として描かれる。竹刀剣道ではない試衛館の剣風に魅かれ、道場破りに訪れたことで近藤勇らと知り合う。剣の腕は、道場破りをした際に沖田惣次郎を負かすほど。同じく食客である永倉や藤堂からは慕われているが、土方とはそりが合わない。
井上源三郎
天然理心流。剣技の才覚は低いが試衛館門下生としての矜持は人一倍強く、稽古熱心。近藤が「一の男」に襲撃された際は、身を挺して立ち向かった。山南敬助には、剣道破りに来られた際には、負けている。
土方歳三
多摩の薬売り。天然理心流の出稽古には参加していなかったが、我流の剣は近藤勇に認められていた。山賊との戦いのなかで懇意の人を失ったことを悔いて、天然理心流に合流する。面倒臭がりな性格だが、筋を通すことを何よりも重視する。
永倉新八
松前藩藩士、永倉勘次の子。神道無念流の本目録の腕前。真面目な性格だったが、些細なことで人を斬り殺し、同じ道場に通う浪人、市川宇八郎に大人の遊びを教えられ性格が一変。市川と共に諸国を巡り歩く。その後、江戸に戻ったときに遊郭で近藤勇と出会い、彼の人柄に惹かれる。試衛館を訪れたときに試合を申し出るが、山南は圧倒したものの、沖田の三本突きを受けて敗北。沖田から一本でも勝とうと道場通いを続けるうちに食客になった。
藤堂平助
伊東道場で北辰一刀流を学ぶ。剣術試合で沖田総司に為す術なく敗れたことから伊東甲子太郎を激怒させてしまい、試衛館への間者という名目で厄介払いさせられてしまう。近藤勇から沖田の弟子になるように言われ、彼の理不尽な指導を受けていくうちに、剣の才能を開花させた。津藩の君主、藤堂和泉守の落胤ではないかとも言われる。

#### 水戸派
芹沢鴨
以前の名を下村継次。水戸天狗党の一員だったが、仲間を斬り殺した罪で投獄され、処刑を待つばかりだったが恩赦によって解放される。その後、名前を芹沢鴨と改め、清河八郎発案による浪士組に参加した。無類の酒好き。
新見錦
水戸派の浪士。芹沢の片腕として行動を共にする。横暴な振る舞いが目立ち試衛館派との対立を深めていく。
平山五郎
水戸派の志士。隻眼で右目に眼帯をつけている。
野口健司
水戸派の浪士。
平間重助
水戸派の浪士。勘定役。

#### その他
斎藤一
初名は山口麟太郎、次いで山口一。元々は幕臣の子だったが、家を追われた過去を持つ。その後人斬りとなって幕府強権派に雇われ、清河八郎や山岡鉄舟が参加する「虎尾の会」の人間を暗殺していく。山岡鉄舟の計略で、「虎尾の会」の幹部に仕立て上げられた沖田総司を狙う中で、近藤勇に重傷を負わせるも、沖田に敗北する。近藤に見逃されてしばし姿をくらますが、浪士組を乗っ取り江戸に帰還した清河八郎の前に登場し清河を暗殺。姓を斎藤に改めて、壬生浪士組に参加する。相手の体を寸断する豪剣の使い手で、人斬り時代は「一の男」として攘夷派の志士から恐れられる存在で、壬生浪士組の中でも沖田と一二を争う腕前と称される。　
清河八郎
沖田に助けを求め出会い、「虎尾の会」に沖田を誘い出そうとした男であり、北辰一刀流免許皆伝。中々の策略家であり、山岡鉄舟らを操り、壬生浪士組を乗っ取ろうとした男でもある。しかし、そんな清河の最後は、かつて恐れていた通称「一の男」山口一改め、斎藤一に、佐々木只三郎の前で刺され、呆気ない最後を遂げた。
原田左之助
浪士組の上京途中に、行列を観て加わろうとする謎の男。伊予松山の中間、原田左之助が殺されたことで、彼の名前を借りて浪士組に参加した。腹に切腹の痕がある。本物の原田と同じく槍の心得がある。
西恭助
浪士組で試衛館の面々（近藤勇・井上源三郎を除く）が属する6番隊の小頭。小心者で剣の腕もないが、ある目的があって浪士組に参加する。そのある目的は、妹を殺した、原田左之助を殺す。というものであり、原田左之助を殺し、原田左之助になった男に褒められた。
粕谷新五郎
水戸浪人。同郷の芹沢の振る舞いを度々制している。水戸随一の剣の腕前と称される。
根岸友山
浪士組一番隊隊長。清河に従わず京に残留するが、殿内と家里が粛清されたことに恐れをなし、伊勢参りという名目で隊を脱走した。他の隊士より年長だが、水戸派や殿内には相手にされていなかった。
殿内義雄
浪士組一番隊隊士。清河派の間者として京に残留した浪士組に潜り込む。偽の清河八郎を討ち取って、組での地位を築かんとするが、間者であることが露見し近藤に殺害された。殺害された後、近藤に、「武士の心を持つ男」と、称された。
家里次郎
浪士組一番隊隊士。殿内と行動を共にするが、彼が間者であることは偽の清河を討ち取るまで知らなかった。近藤に自分たちが間者であったことを白状し、切腹を命じられる。
大川又右衛門
浪士組二番隊隊士。盛岡藩浪人。家族を養うべく浪士組に参加する。山岡らによって清河の影武者に仕立て上げられ、芹沢や近藤に襲われ、最期は殿内の手で殺害された。
阿比類鋭三郎
浪士組二番隊隊士。対馬藩浪人。病弱のため清河の策略に賛同する署名の場に立ち会えず、京に残留することになった。大川の巾着袋を殿内が持っていたことを咎めたため、殿内と家里に殺害される。
島田魁
壬生浪士組に入隊した巨漢の隊士。永倉とは旧知の仲である。徳川家茂の護衛を壬生浪士組が務めた際は、旗持ちを務めた。
佐伯又三郎
長州の農民出身で奇兵隊士。高杉晋作が壬生浪士組に送り込んだ間者。入隊してすぐに芹沢によってアヘン漬けにされ、以後は芹沢派と行動を共にする。入隊希望者を簡単に退けるなど剣術の腕前は確かだったが、素手の佐々木愛次郎に敵わず、以後彼を憎悪する。
佐々木愛次郎
大坂の松原道場の門弟。関口流柔術の遣い手。壬生浪士組への入隊を一度は断るも、近藤に惹かれ師の松原忠司と共に入隊する。無手で沖田に挑むも完敗した後は剣の実力も磨くも、河上彦斎に襲撃を受けた際自分を庇った松原は負傷、愛次郎も謹慎を命じられる。失意に暮れる中芹沢に虎の見世物小屋に連れ出され、そこで中国人奴隷の宇春（ユーチュン）に出会う。
松原忠司
大坂の松原道場の師範。愛次郎からは「自分の十倍強い」と尊敬されている。河上彦斎に襲撃され左手首を切り落とされる。

### 幕府
山岡鉄舟
幕臣で、「虎尾の会」の発起人。

### 京都
佐々木只三郎
壬生浪士組の結成を見守った者であり、清河八郎の死亡する現場を、目撃した者である。

### 幕末の志士

#### 長州藩
桂小五郎
長州藩の舵取りを任されていながら、酒色にふけったり物乞いのまねごとをするなど、掴みどころのない人物。練兵館の塾頭でもあり、他流試合に訪れた沖田に京に上るように説く。
久坂玄瑞
関門海峡を通航する外国船を砲撃する。直情的な性格で高杉を快く思っていない。
高杉晋作
外国との戦争を見据えて奇兵隊を結成する。また壬生浪士組に興味を持ち、佐伯又三郎を間者として潜入させた。
大村益次郎
四国艦隊下関砲撃事件の後、長州藩の軍制改革に着手する。

#### 土佐藩
吉村寅太郎
脱藩浪人。岡田らを使って攘夷派と対立する人物を「天誅」と称して殺害していく。民から「天誅組」と名付けられている組織の組長。
岡田以蔵
幕末の四大人斬りの一人。天誅組に、所属。通称「人斬り以蔵」。西上中の浪士組を襲撃するも、沖田に敗北し逃走する。そして、坂本龍馬も恐れているよう……。
坂本龍馬
岡田以蔵の前に、現れた男。

#### 薩摩藩
田中新兵衛
幕末の四大人斬りの一人。通称「人斬り新兵衛」。真木和泉守によって愛刀「奥和泉守忠重」を盗まれ、姉小路公知暗殺の下手人に仕立てられる。沖田に敗れて捕縛され、取り調べ中に自刃した。

#### 熊本藩
河上彦斎
幕末の四大人斬りの一人。通称「人斬り彦斎」。高杉晋作や真木和泉守の命を受け行動している。中川宮朝彦親王の暗殺を目論むも、警護についていた沖田と斎藤に妨害され果たせずに終わる。

### 江戸の人々
つね
近藤勇の妻。無愛想で不器量で仏頂面、料理も上手ではない。
伊東甲子太郎
北辰一刀流、伊東道場の道場主。登場時の名前は伊東大蔵、鈴木三樹三郎という弟がいる。美しいものを好む性格をしていたため、風采の上がらない藤堂平助を軽んじていた。藤堂を厄介払いするために、彼を試衛館の間者として潜り込ませる。

## 書誌情報
- ヒラマツ・ミノル『アサギロ 〜浅葱狼〜』 小学館〈ゲッサン少年サンデーコミックス〉、既刊31巻（2025年5月12日現在）
  1. 2009年12月12日発売[1]、ISBN 978-4-09-122106-3
  2. 2010年7月12日発売[2]、ISBN 978-4-09-122387-6
  3. 2011年2月10日発売[3]、ISBN 978-4-09-122738-6
  4. 2011年8月12日発売[4]、ISBN 978-4-09-123129-1
  5. 2012年2月10日発売[5]、ISBN 978-4-09-123479-7
  6. 2012年8月10日発売[6]、ISBN 978-4-09-123757-6
  7. 2013年2月12日発売[7]、ISBN 978-4-09-124119-1
  8. 2013年8月12日発売[8]、ISBN 978-4-09-124396-6
  9. 2014年2月12日発売[9]、ISBN 978-4-09-124590-8
  10. 2014年8月12日発売[10]、ISBN 978-4-09-125190-9
  11. 2015年2月12日発売[11]、ISBN 978-4-09-125739-0
  12. 2015年8月12日発売[12]、ISBN 978-4-09-126256-1
  13. 2016年2月12日発売[13]、ISBN 978-4-09-127019-1
  14. 2016年8月12日発売[14]、ISBN 978-4-09-127368-0
  15. 2017年2月10日発売[15]、ISBN 978-4-09-127540-0
  16. 2017年9月12日発売[16]、ISBN 978-4-09-127739-8
  17. 2018年2月9日発売[17]、ISBN 978-4-09-128153-1
  18. 2018年8月9日発売[18]、ISBN 978-4-09-128477-8
  19. 2019年3月12日発売[19]、ISBN 978-4-09-129083-0
  20. 2019年9月12日発売[20]、ISBN 978-4-09-129408-1
  21. 2020年4月10日発売[21]、ISBN 978-4-09-850085-7
  22. 2020年11月12日発売[22]、ISBN 978-4-09-850320-9
  23. 2021年5月12日発売[23]、ISBN 978-4-09-850563-0
  24. 2021年11月12日発売[24]、ISBN 978-4-09-850797-9
  25. 2022年5月12日発売[25]、ISBN 978-4-09-851120-4
  26. 2022年11月10日発売[26]、ISBN 978-4-09-851373-4
  27. 2023年5月12日発売[27]、ISBN 978-4-09-852050-3
  28. 2023年11月10日発売[28]、ISBN 978-4-09-853026-7
  29. 2024年5月10日発売[29]、ISBN 978-4-09-853314-5
  30. 2024年11月12日発売[30]、ISBN 978-4-09-853691-7
  31. 2025年5月12日発売[31]、ISBN 978-4-09-854095-2